# Église régionale protestante luthérienne de Brunswick
L’Église régionale protestante luthérienne de Brunswick  (en allemand Evangelisch-Lutherische Landeskirche in Braunschweig) est une Église luthérienne située dans les landers allemands de Basse-Saxe et de Saxe-Anhalt. Son territoire canonique couvre l'ancien État libre de Brunswick dans ses frontières de 1945. Son siège épiscopal est situé à Wolfenbüttel. En 2019, l'Église regroupait 320 900 membres répartis en 300 paroisses, soit 39,3 % de la population du territoire.
L'Église est membre de l'Église protestante en Allemagne (EKD) et son évêque dirigeant est le docteur Friedrich Weber depuis 2002. L'Église  possède 480 églises, dont la plus célèbre est Saint-Blaise de Brunswick.
L'Église de Brunswick tire son origine de l'Église d'État de la principauté de Wolfenbüttel, où la réforme luthérienne fut finalement introduite en 1568. Le duc y agissait en tant qu'évêque dirigeant de l'Église. La tolérance religieuse fut introduite à Wolfenbüttel en 1704, ce qui permit l'émérgence de paroisses n'appartenant pas à l'Église d'État. À la suite de l'abolition de la monarchie, l'Église de Brunswick devint indépendante de l'État mais conserva, comme l'ensemble des Églises d'État en Allemagne, certains privilèges comme établissement public du culte.